# Streitkräfte der Türkischen Republik Nordzypern
Die Streitkräfte der Türkischen Republik Nordzypern (offiziell KKTC Güvenlik Kuvvetleri Komutanlığı, deutsch Sicherheitskräfte der Türkischen Republik Nordzypern) verfügen über 5000 Soldaten.

## Wehrpflicht
Es besteht eine allgemeine Wehrpflicht, die Dauer des Wehrdienstes beträgt zwischen 8 und 15 Monaten.
Die Türkische Republik Nordzypern kann im Bedarfsfall weitere 26.000 Reservisten mobilisieren. Dabei wird in den Kategorien Eins (11.000 Reservisten), Zwei (10.000 Reservisten) und Drei (5.000 Reservisten) unterschieden.

## Landstreitkräfte
Die Landstreitkräfte der Türkischen Republik Nordzypern gliedern sich in sieben Bataillone Infanterie. Sie sind auf die Unterstützung der Türkischen Truppe in Zypern angewiesen.

## Weitere Kräfte

### Polizei
Die Polizei der Türkischen Republik Nordzypern verfügt über eine 150 Angehörige umfassende paramilitärische Spezialeinheit.

### Küstenwache
Die Küstenwache der Türkischen Republik Nordzypern verfügt über sieben Patrouillenboote.